# Der Spion und sein Bruder
Der Spion und sein Bruder (Originaltitel: Grimsby) ist eine britisch-US-amerikanische Filmkomödie von Louis Leterrier aus dem Jahr 2016. In den Hauptrollen eines MI6-Agenten und dessen tollpatschigen Bruder sind Mark Strong und Sacha Baron Cohen zu sehen.
Der Film kam am 24. Februar 2016 in Großbritannien in die Kinos, in Deutschland startete er am 10. März 2016.

## Handlung
Nobby stammt aus der Unterschicht des englischen Ortes Grimsby, wo er mit seiner übergewichtigen Freundin und elf gemeinsamen Kindern lebt. Sein Leben besteht nur aus Fußball, Alkohol und anderen Drogen. Als Kind hat er den Kontakt zu seinem Bruder Coddy verloren, dessen altes Kinderzimmer er seit 28 Jahren nicht verändert hat. Zufällig erfährt Nobby, dass Coddy auf einer Wohltätigkeitsveranstaltung in London anwesend sein wird, und begibt sich dorthin.
Coddy ist Geheimagent beim MI6 und soll auf besagter Wohltätigkeitsveranstaltung ein Attentat auf die Leiterin der Wohltätigkeitsorganisation, Rhonda George, verhindern. Nobby funkt ihm dazwischen, und der Leiter der WHO wird erschossen. Alle halten Coddy für den Täter, so dass er untertauchen muss. Nobby hilft ihm, was aber nur mittelmäßig gelingt, und Coddy in Grimsby aufgespürt wird.
Coddy findet heraus, dass der Leiter der WHO nicht versehentlich erschossen wurde, sondern das tatsächliche Ziel war. George will ein tödliches Virus freisetzen, um die Überbevölkerung auf der Erde zu reduzieren. Coddy und Nobby reisen nach Südafrika, um an die Hintermänner zu kommen. Auf einer Lodge setzt sich Coddy versehentlich mit Nobbys Drogen außer Gefecht, so dass Nobby den Einsatz übernehmen muss. Aufgrund einer Verwechslung fliegt seine Tarnung beinahe auf. Als Coddy auftaucht, werden sie von anderen Agenten angegriffen. Sie können aber entkommen, indem sie sich in der Vagina einer Elefantenkuh verstecken, die in diesem Moment dummerweise von mehreren Bullen bestiegen wird, und die beiden Brüdern besamt werden.
Die beiden fliegen danach nach Santiago de Chile, wo das Finale der Fußball-Weltmeisterschaft (Deutschland – England) stattfindet. Das Virus befindet sich in den Raketen, die nach dem Finale zum Feuerwerk gezündet werden sollen. Mithilfe ihrer Freunde aus Grimsby stürmen sie das Spielfeld. Nobby verhilft England zum Titel, indem er mit seiner Pistole den Ball ins Tor schießt. Um die Freisetzung des Virus zu verhindern, setzen sich die Brüder mit nacktem Hintern auf die entsprechenden Raketen, die kurz darauf gezündet werden. Sie überleben sowohl die Zündung als auch das Virus, das durch das Elefantensperma neutralisiert wurde. Später wird Nobby ebenfalls zum Geheimagenten.
In Rückblenden erfährt man, dass Nobby und Coddy Waisenkinder waren. Ein gut situiertes Ehepaar wollte nur einen der Brüder adoptieren, was die Trennung bedeutet hätte. Nobby hat Coddy daraufhin verlassen, damit dieser ein gutes Leben bei diesem Ehepaar haben kann.

## Hintergrund
Die Dreharbeiten zum Film begannen am 4. Juni 2014 an der ehemaligen U-Bahn-Haltestelle North Weald und dem Epping Forest in Essex, Großbritannien. Zusätzlich wurden einige Szenen in Südafrika aufgezeichnet. Szenen, die in der Stadt Grimsby spielen, wurden in Tilbury gedreht.
Für die optische Erscheinung der Figur Nobby ließ sich Baron Cohen von Oasis-Frontmann Liam Gallagher inspirieren.
Für die Rollen mit britischem Bezug konnte für die Produktion eine Vielzahl britischer Darsteller gewonnen werden, darunter Sacha Baron Cohen, Mark Strong, Annabelle Wallis, Ian McShane, David Harewood, Johnny Vegas, Scott Adkins, Sam Hazeldine, Tamsin Egerton und Raheem Sterling. Es ist der erste Film, bei dem das Ehepaar Isla Fisher und Sacha Baron Cohen gemeinsam als Darsteller zu sehen ist.
2024 erhob Rebel Wilson in ihrer Autobiographie Vorwürfe gegenüber Cohen, über Belästigung und Anzüglichkeiten während des Drehs, die dieser wiederum dementieren ließ.

## Kritik
Der Film erhielt von Kritikern durchschnittliche Bewertungen.
Die Website Rotten Tomatoes verzeichnete 37 % positive Bewertungen, basierend auf 137 gewerteten Kritiken und einer Durchschnittsbewertung von 4,8/10. Die Seite kam zu dem Fazit, dass der Film die Zuschauer zwar „zur Genüge mit Sacha Baron Cohens ausgefallenem Humor versorge, jedoch zu viele der Gags statt dreist eher verzweifelt wirken.“ Metacritic kumulierte 44/100 Punkte, basierend auf 34 Kritiken.
Frank Schnelle von filmstarts.de vergab 3,5/5 Sternen und meinte in seinem Fazit: „Geschmacklos, unverschämt, hemmungslos idiotisch: Wer an den tief unterhalb der Gürtellinie angesiedelten Zoten von Sacha Baron Cohen seinen Spaß hat, ist hier genau richtig. In der rasanten Agentenfilm-Parodie verbinden sich Geniales und Hirnrissiges zu einem ebenso amüsanten wie unvorhersehbaren Gagfeuerwerk.“
Der Filmdienst urteilte: „Teils Persiflage auf die Eleganz der Bond-Abenteuer, teils rasanter Actionfilm, teils derbe Proll-Komödie, verpufft der Film in unterhaltsame Nichtigkeiten, glänzt jedoch mit souveränem inszenatorischem Tempo und einigen treffsicheren Pointen.“
Bewohner der Stadt Grimsby waren über die Darstellung ihrer Stadt im Film nicht erfreut und kritisierten Baron Cohen.